# Bengt-Erik Engholm
Bengt-Erik Engholm, född 24 september 1959 i Kölsillre i Medelpad, är en svensk författare. Engholm är bosatt i Aspudden i Stockholm. Han skriver främst bilderböcker, faktaböcker för barn, och ungdomsböcker.
Tillsammans med illustratören Jojo Falk har Engholm gjort ett antal faktabilderböcker för yngre barn, med titlar som Skelett, Blod och Tänder. 2010 fick deras bok Fakirer Bokjuryns pris för bästa faktabok för barn och ungdom.
2020 publicerades Engholms bok Från apa till sapiens: mänsklighetens historia. Det är en tjockare faktabok för barn och unga med illustrationer av Jonna Björnstjerna. Boken gör ett svep över vår arts hela historia och har därför kallats för en Sapiens för barn. Boken fick god kritik och har översatts till ett tiotal olika språk.
Korpen - Fakta och myter, en facklitterär bok som berättar om korpen både som biologisk och mytologisk varelse och är illustrerad av Lina Blixt, vann Carl von Linné-plaketten för 2022 års bästa fackbok för barn och unga. I motiveringen står bland annat "Texten är flytande och bitvis humoristisk. Överskådliga rubriker och korta stycken gör det nischade ämnet lättillgängligt. Genom att inte göra sig allmän tilltalar boken en målgrupp som dras till det gotiska och mystiska – en målgrupp som sällan prioriteras vid faktaböcker."

### Böcker
- 1989 – För mina ögon, en prosalyrisk roman, Alfabeta bokförlag. ISBN 91-7712-210-0
- 2003 – Utanför kartan, en samling kortprosa på eget förlag. ISBN 91-631-3903-0
- 2006 – Simons högsta önskan, berättelse för nyläsare illustrerad av Mimmi Tollerup, Bonnier Carlsen bokförlag. ISBN 91-638-5014-1
- 2007 – Simons nya vänner, berättelse för nyläsare illustrerad av Mimmi Tollerup, Bonnier Carlsen. ISBN 978-91-638-5378-4
- 2007 – Kameleontpojken, äventyrsroman, Bonnier Carlsen. ISBN 978-91-638-5603-7
- 2010 – Fakirer, faktabok för nyläsare illustrerad av Jojo Falk, Natur & Kultur. ISBN 978-91-27-12133-1
- 2010 – Simons högsta önskan (nyutgivning) illustrerad av Mimmi Tollerup, En Bok För Alla. ISBN 978-91-7221-586-3
- 2011 – Vardagsedge, humor, skriven tillsammans med Malin Stehn och Lena Thoft Sjöström, som också illustrerat, Kakao förlag. ISBN 978-91-85-86144-6
- 2012 – Vega i vågorna, bilderbok tillsammans med illustratören Sara Gimbergsson, Bokförlaget Opal. ISBN 978-91-72-99513-0
- 2012 – Fladdermöss, faktabok för nyläsare illustrerad av Jojo Falk, Natur & Kultur. ISBN 978-91-27-13188-0
- 2013 – Längtans manifest, kortprosa, eget förlag. ISBN 978-91-637-3386-4
- 2013 – Skelett, faktabok för nyläsare illustrerad av Jojo Falk, Natur & Kultur. ISBN 978-91-27-13590-1
- 2013 – Råttornas själar, bilderbok tillsammans med illustratören Sara Gimbergsson, Berghs förlag. ISBN 978-91-502-1993-7
- 2014 – Kalkonerna, lättläst ungdomsbok, Hegas förlag. ISBN 978-91-7543-043-0
- 2014 – Havsvidunder, faktabok för nyläsare illustrerad av Jojo Falk, Natur & Kultur. ISBN 978-91-27-13944-2
- 2015 – Snor, faktabok för nyläsare illustrerad av Jojo Falk, Natur & Kultur. ISBN 978-91-27-14-1520
- 2015 – Med Pappa i fickan, bilderbok tillsammans med illustratören Jonna Björnstjerna, Berghs Förlag. ISBN 978-91-502-2101-5
- 2016 – Löss, faktabok för nyläsare illustrerad av Jojo Falk, Natur & Kultur. ISBN 978-91-27-14-6143
- 2017 – Riktiga vikingar! Faktabok illustrerad av Jonna Björnstjerna, Natur & Kultur. ISBN 9789127150508[8]
- 2017 – True Vikings!, Riktiga vikingar! översatt till engelska av Rachel Willson-Broyles, Natur & Kultur. ISBN 978-91-27-15286-1
- 2017 – Blod, faktabok för nyläsare illustrerad av Jojo Falk, Natur & Kultur. ISBN 978-91-27-15009-6
- 2018 – Snor, (nyutgåva) faktabok för nyläsare illustrerad av Jojo Falk, Natur & Kultur. ISBN 978-91-27-15-1772
- 2018 – Tänder, faktabok för nyläsare illustrerad av Jojo Falk, Natur & Kultur. ISBN 978-91-27-15-0096
- 2018 – Yrken, fyra titlar, Läshoppet, illustrerade av Viktor Engholm, Natur & Kultur läromedel. ISBN 978-91-27-45435-4
- 2019 – Årstider, fyra titlar, Läshoppet, illustrerade av Viktor Engholm, Natur & Kultur läromedel. ISBN 978-91-27-45475-0
- 2020 – Från apa till sapiens – mänsklighetens historia.[9] Faktabok illustrerad av Jonna Björnstjerna, Natur & Kultur. ISBN 978-91-27-16412-3
- 2021 – Skelett (nyutgivning) illustrerad av Jojo Falk, En Bok För Alla. ISBN 978-91-7221-828-4
- 2022 – Korpen – fakta och myter. Faktabok illustrerad av Lina Blixt, Natur & Kultur. ISBN 978-91-27-17575-4
- 2025 – Fladdermöss – fakta och myter. Faktabok illustrerad av Lina Blixt, Natur & Kultur ISBN 9789127186750

### Övrigt
- 1989 – "Lödder", novell Galago
- 1989 – "Hennes nacke", dikt i Norrländska litteratursällskapets tidning Provins
- 1989 – Dikter i Den blinde Argus
- 1994 – "Ur Halvvägs", i antologin "Lyssna, Pingvinen talar", Aspuddens kulturförening
- 2000 – "Blod på hennes vante", novell i antologin "Växtvärk", Bonnier Carlsen. ISBN 91-638-3702-1
- 2000 – "Från dålig vinkel", kortprosatexter i antologin "Gräsnacke & Glitterstøv", Utposter. ISBN 91-631-0373-7
- 2002 – Dikter i antologin "Minnen utan gränser", Utposter. ISBN 978-91-631-2260-6
- 2003 – "Utanför kartan", föreställning med musikern Göran Månsson 2003–2005
- 2004 – "Orientering", text i tevefilm av Richard Dinter, SVT
- 2004 – "Plexiglas och en varm känsla av kärlek", kortprosatexter i antologin "Bland änglar och knivslipare", Utposter. ISBN 91-631-5281-9
- 2006 – "Porslin", text i radioprogrammet Kalejdoskop Special av Anders Olsén, Sveriges Radio
- 2011 – "Tintins fakirer", artikel i Tintinism, Den svenska Tintinföreningens årsbok
- 2022 – ”Tänder”, i antologin Läsvärld. Tappade tänder monster och myror, En Bok För Alla. ISBN 978-91-7221-894-9

## Priser och utmärkelser
- 2010 – Bokjuryn (för Fakirer) illustrerad av Jojo Falk[10]
- 2023 - Carl von Linné-plaketten för 2022 års bästa fackbok för barn eller ungdomar för boken Korpen - Fakta och myter tillsammans med Lina Blixt[7]